# Mechthild av Pfalz
Mechthild av Pfalz, död 1482, var hertiginna av Österrike 1424 – 1463, som gift med Albert VI av Österrike.
Hon var särskilt som änka känd som bibliofil och mecenat för författare, som dedikerade sina verk åt henne.
Hon var medgrundare till Tübingens universitet 1477.